# Distretto di Göyçay
Il distretto di Göyçay (in azero: Göyçay rayon) è un distretto dell'Azerbaigian. Il suo capoluogo è Göyçay.